# Neeressa sagada
Neeressa sagada là một loài bướm đêm thuộc phân họ Arctiinae, họ Erebidae.